# Tomaszów Lubelski (gemeente)
De gemeente Tomaszów Lubelski is een landgemeente in het Poolse woiwodschap Lublin, in powiat Tomaszowski (Lublin).
De zetel van de gemeente is in Tomaszów Lubelski.
Op 30 juni 2004 telde de gemeente 10 909 inwoners.

## Oppervlakte gegevens
In 2002 bedroeg de totale oppervlakte van gemeente Tomaszów Lubelski 170,78 km², waarvan:
- agrarisch gebied: 67%
- bossen: 27%

De gemeente beslaat 11,48% van de totale oppervlakte van de powiat.

## Demografie
Stand op 30 juni 2004:
| Omschrijving                   | Totaal | Totaal | Vrouwen | Vrouwen | Mannen | Mannen |
| ------------------------------ | ------ | ------ | ------- | ------- | ------ | ------ |
| eenheid                        | aantal | %      | aantal  | %       | aantal | %      |
| inwoners                       | 10 909 | 100    | 5468    | 50,1    | 5441   | 49,9   |
| bevolkingsdichtheid (inw./km²) | 63,9   | 63,9   | 32      | 32      | 31,9   | 31,9   |

In 2002 bedroeg het gemiddelde inkomen per inwoner 890,38 zł.

## Administratieve plaatsen (sołectwo)
Chorążanka, Dąbrowa, Górno, Jeziernia, Justynówka, Klekacz, Łaszczówka, Łaszczówka-Kolonia, Majdan Górny (2 sołectwa: Majdan Górny Pierwszy en Majdan Górny Drugi), Majdanek, Nowa Wieś, Pasieki, Podhorce, Przecinka, Przeorsk, Rabinówka, Rogóźno (3 sołectwa: Rogóźno I, II en III), Rogóźno-Kolonia, Ruda Wołoska, Ruda Żelazna, Sabaudia, Szarowola, Typin, Ulów, Wieprzowe Jezioro, Zamiany.

## Overige plaatsen
Borki, Bujsce, Bukowina, Cieplachy, Cybulówka, Długie, Dobrzanówka, Dolina, Dub, Dulne, Folwarczysko, Glinianki, Górecko, Groszki, Irenówka, Jaśkiewiczówka, Kapsiówka, Kątek, Kirkizówka, Klimowica, Kolonia Dolna, Kolonia Podhorce, Lipka, Ławki, Łuski, Maziarnia, Mirajdówka, Nowy Przeorsk, Parama, Parcele, Pardasówka, Piaseczno, Pod Lasem, Podbełżec, Podbór, Podlas, Polesie, Popówka, Rogowe Kopce, Rogóźno-Folwark, Sabaudia, Siwa Dolina, Sołokija, Stara Wieś, Stawisko, Sutki, Sybir, Szkoci Dół, Sznury, Sznurzeński Las, Wygon, Za Brodem, Za Okopiskiem, Zagrządki.

## Aangrenzende gemeenten
Bełżec, Jarczów, Krasnobród, Lubycza Królewska, Narol, Rachanie, Susiec, Tarnawatka, Tomaszów Lubelski